# تشوي آبو
تشوي آبو (بالصينية: 徐亞保) هو قرصان صيني من القرن التاسع عشر، نشط في بحر الصين الجنوبي وكان له أسطول مكون من 50 سفينة جنك. وكان في زمنه القرصان الأقوى في البحر برفقنة شاب نغ تساي. حارب كل من بريطانيا والصين. ووضع الإنجليز جائزة بمقدار 500 دولار عليه. في سنة 1849 قبض عليه البحرية البريطانية بعد معركة طاحنة قتل بها أكثر من 400 قرصان كان يتبعه بعد خيانة حدثت من أحد أفراد طاقمه. تم الحكم عليه بنفيه إلى فانديمن في تسمانيا، بعد سنتين قام بشنق نفسه في الزنزانة. قام مؤلف مانغا ون بيس باستيحاء شخصية القرصان سكراتشمين آبو منه.